# HSD Šubić Hrtkovci
Hrvatsko sportno društvo Šubić, športsko društvo Hrvata iz Hrtkovaca. 

## Povijest
Osnovano je 1926. godine. Njegov osnuta pada u vrijeme nakon Prvoga svjetskog rata i između dvaju svjetskih ratova, kad je u Srijemu, među ostalim i zbog djelovanja Hrvatske seljačke stranke postala snažna ideja hrvatstva. Tada su osnovana razna udruženja animatora kulturnog, športskog, prosvjetnog i drugih vidova života s hrvatskim predznakom. Hrtkovačko športsko društvo imalo je u svom sklopu nogometni klub.